# Гарден-Гроув (Флорида)
Гарден-Гроув (англ. Garden Grove) — переписна місцевість (CDP) в США, в окрузі Ернандо штату Флорида. Населення — 776 осіб (2020).

## Географія
Гарден-Гроув розташований за координатами 28°28′18″ пн. ш. 82°26′4″ зх. д. / 28.47167° пн. ш. 82.43444° зх. д. (28.471735, -82.434493).  За даними Бюро перепису населення США в 2010 році переписна місцевість мала площу 2,57 км², з яких 2,55 км² — суходіл та 0,02 км² — водойми.

## Демографія
Згідно з переписом 2010 року, у переписній місцевості мешкали 674 особи в 298 домогосподарствах у складі 180 родин. Густота населення становила 262 особи/км².  Було 381 помешкання (148/км²).
Расовий склад населення:
| - 94,1 % — білих - 2,4 % — чорних або афроамериканців - 0,7 % — азіатів - 0,4 % — корінних американців - 1,8 % — осіб інших рас |

До двох чи більше рас належало 0,6 %. Частка іспаномовних становила 5,9 % від усіх жителів.
За віковим діапазоном населення розподілялося таким чином: 17,4 % — особи молодші 18 років, 52,6 % — особи у віці 18—64 років, 30,0 % — особи у віці 65 років та старші. Медіана віку мешканця становила 53,2 року. На 100 осіб жіночої статі у переписній місцевості припадало 99,4 чоловіків;  на 100 жінок у віці від 18 років та старших — 96,8 чоловіків також старших 18 років.
Середній дохід на одне домашнє господарство  становив 45 055 доларів США (медіана — 29 911), а середній дохід на одну сім'ю — 60 189 доларів (медіана — 76 719). За межею бідності перебувало 8,0 % осіб, у тому числі 0,0 % дітей у віці до 18 років та 7,4 % осіб у віці 65 років та старших.
Цивільне працевлаштоване населення становило 109 осіб. Основні галузі зайнятості: оптова торгівля — 23,9 %, освіта, охорона здоров'я та соціальна допомога — 23,9 %, будівництво — 20,2 %.